# بيزنطي (لون)
اللون البيزنطي هو درجة لونية أرجوانية داكنة خاصة. نشأت في العصر الحديث، وعلى الرغم من اسمها لا ينبغي الخلط بينها وبين اللون الأرجواني الصوري.
اللون البيزنطي هو اللون الذي استخدمه الأباطرة الرومان والبيزنطيين تاريخيًا. اللون الذي غالبًا ما يشار إليه أيضًا باسم «أرجوان صور» يكون ضاربًا إلى الحمرة، وفي الواقع غالبًا ما يتم تصويره على أنه أقرب إلى اللون القرمزي من اللون الأرجواني. أول استخدام مسجل للبيزنطي كاسم لوني باللغة الإنجليزية كان عام 1926.

## درجات اللون البيزنطي

### بيزنطي غني
يظهر اللون البيزنطي الغني على اليمين.
اللون البيزنطي الغني هو درجة غنية مشبعة من اللون الأرجواني المتوسط المتجه نحو اللون الماجنتي .

### بيزنطي غامق
يظهر اللون البيزنطي الغامق على اليمين.